# 메플로퀸
메플로퀸(Mefloquine, 브랜드명: Lariam)은 말라리아 예방 또는 치료에 사용되는 의약품이다. 예방을 위해 사용하는 경우 일반적으로 잠재적 노출 전에 시작하여 잠재적 노출 후 몇 주 동안 지속된다. 경증 또는 중등도 말라리아를 치료하는 데 사용할 수 있지만 중증 말라리아에는 권장되지 않는다. 경구 투여로 복용한다.
일반적인 부작용으로는 구토, 설사, 두통, 수면 장애, 발진 등이 있다. 심각한 부작용에는 우울증, 환각, 불안과 같은 잠재적으로 장기적인 정신 건강 문제와 균형 불량, 발작, 귀 울림과 같은 신경학적 부작용이 포함된다. 따라서 정신 건강 문제나 간질 병력이 있는 사람에게는 권장되지 않는다. 임신과 수유 중에는 안전한 것으로 보인다.
메플로퀸은 1970년대 미군에 의해 개발되어 1980년대 중반에 사용되기 시작했다. 이는 세계보건기구(WHO)의 필수 의약품 목록에 포함되어 있다. 일반 의약품으로 이용 가능하다.